# Красинка (Красноярский край)
Красинка — село в Тюхтетском районе Красноярского края России. Административный центр и единственный населённый пункт Красинского сельсовета. Находится на берегах реки Чиндат (приток реки Четь), примерно в 34 км к северо-северо-востоку (NNE) от районного центра, села Тюхтет, на высоте 194 метров над уровнем моря.

## Население
| 2010 | 2012 | 2013 | 2014 | 2015 | 2016 | 2017 |
| ---- | ---- | ---- | ---- | ---- | ---- | ---- |
| 173  | ↗175 | ↘169 | ↘158 | ↘153 | ↘148 | ↘143 |

Гендерный состав
По данным Всероссийской переписи населения 2010 года 86 мужчин и 87 женщин из 173 чел.

## Улицы
Уличная сеть села состоит из 8 улиц.